# 武蔵境駅
武蔵境駅（むさしさかいえき）は、東京都武蔵野市にある、東日本旅客鉄道（JR東日本）・日本貨物鉄道（JR貨物）・西武鉄道の駅。

## 乗り入れ路線
JR東日本・JR貨物の中央本線と、西武鉄道の多摩川線の2路線が乗り入れており、各路線ごとに駅番号が付与されている。
- JR東日本： 中央線 - 駅番号「JC 13」
- 西武鉄道： 多摩川線- 駅番号「SW01」

中央本線は旅客営業を行うJR東日本が第一種鉄道事業者、貨物営業を行うJR貨物が第二種鉄道事業者である。旅客営業において当駅を含む区間は、運行系統上は「中央線」と案内される。運転形態の詳細については該当記事を参照のこと。
西武鉄道の多摩川線は当駅が起点である。

## 歴史

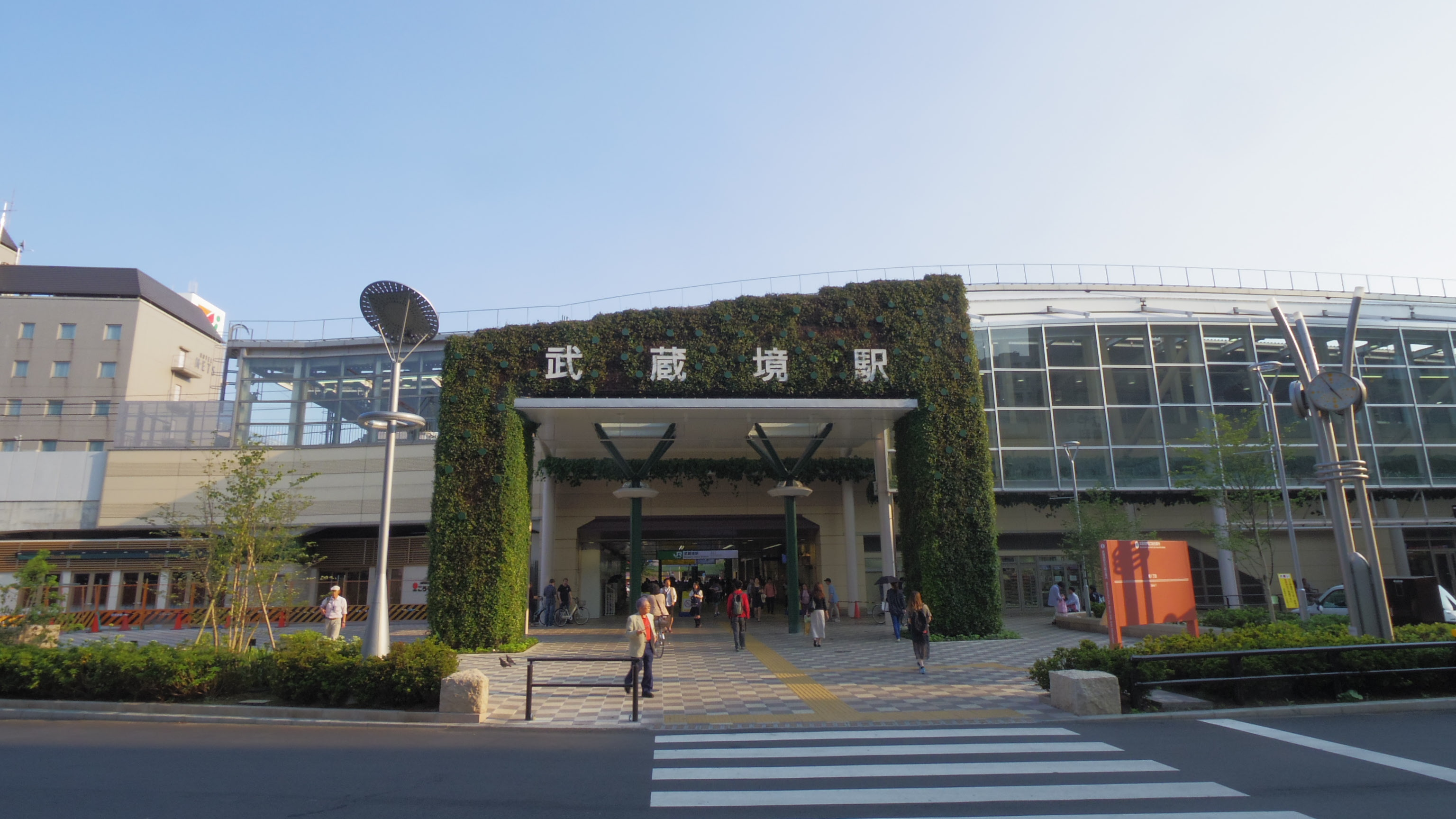
北口（2016年5月）

- 1889年（明治22年）4月11日：中央線の前身である甲武鉄道の新宿駅 - 立川駅間開通と同時に境駅（さかいえき）として開業[1][2]。旅客および貨物の取り扱いを開始[2]。
- 1906年（明治39年）10月1日：甲武鉄道の国有化により、官設鉄道の駅となる[3]。
- 1909年（明治42年）10月12日：線路名称制定により中央東線（1911年から中央本線）の所属となる[3]。
- 1917年（大正6年）10月22日：多摩鉄道（現在の多摩川線）が開業。
- 1919年（大正8年）7月1日：武蔵境駅に改称[2]。駅名の重複を解消するためであり、同じ日にはそれまで当駅と同名を称していた2か所の「境駅」もそろって駅名を変えている（それぞれ境港駅、羽後境駅に改称）[4][5]。
  - 1921年（大正10年）頃、東京寄りの上り線側に境浄水場への専用線[6]が敷設され、資材の運搬などに使用されたが、昭和42年に廃止されている[7]。
- 1949年（昭和24年）6月1日：日本国有鉄道発足[8]。
- 1967年（昭和42年）9月1日：貨物の取り扱いを廃止[2]。
- 1985年（昭和60年）3月14日：荷物扱い廃止[2]。
- 1987年（昭和62年）
  - 3月31日：貨物の取り扱いを再開[2]。ただし車両輸送に限り定期貨物列車の設定はない。
  - 4月1日：国鉄分割民営化に伴い、中央本線の駅は東日本旅客鉄道（JR東日本）・日本貨物鉄道（JR貨物）の駅となる[2][9]。
- 1992年（平成4年）8月8日：JR東日本が自動改札機を設置し、使用開始[10]。
- 2001年（平成13年）11月18日：JR東日本でICカード「Suica」の利用が可能となる[報道 1]。
- 2004年（平成16年）11月7日：高架化工事に伴い、西武とJR東日本の改札口を分離。西武側は分離当初仮設駅舎だったため、有人改札にて対応。
- 2006年（平成18年）12月8日：多摩川線の駅ホームを高架に切り替え[報道 2]。
- 2007年（平成19年）
  - 3月18日：西武鉄道でICカード「PASMO」の利用が可能となる[報道 3]。導入時はまだ有人改札だったため、簡易改札機での対応となった。
  - 6月30日：同日16時30分頃から7月1日6時20分頃にかけて、中央線下り線を高架に切り替え[報道 4]、同時に南口改札口が新設された。
- 2008年（平成20年）
  - 3月29日：多摩川線の改札口に自動改札機を導入。
  - 7月19日：多摩川線の駅ホーム2本目が完成。
  - 8月29日：多摩川線の駅高架下に西武グループの駅ナカ商業施設「Emio」武蔵境店開業[新聞 1][新聞 2]。成城石井、RF1 SELECT などが入店。
  - 9月7日：中央線と多摩川線の乗換専用改札口を設置。
- 2009年（平成21年）12月5日：同日21時頃から翌6日6時ころにかけて中央線上り線を高架に切り替え[報道 5]、一連の高架化工事（駅舎部分を除く）が完了した。
- 2012年（平成24年）3月25日：初電より南北自由通路開設とJR改札口一元化。同時に仮設の改札口を廃止。
- 2013年（平成25年）
  - 4月1日：JR東日本の駅が業務委託化。委託先は株式会社JR中央ラインモール[新聞 3]。
  - 5月9日：JR東日本の駅に、商業施設「nonowa武蔵境」（現「nonowa武蔵境WEST」）の開業と先行して、「nonowa口」を新設[報道 6]。
  - 5月29日：JR東日本の駅に、商業施設「nonowa武蔵境」（現「nonowa武蔵境WEST」）が開業[報道 6]。
- 2016年（平成28年）6月10日：JR東日本の駅に、商業施設「nonowa武蔵境EAST」が開業[報道 7]。
- 2019年（令和元年）7月30日：JR東日本の「nonowa口」に、NewDaysでは初めてセルフレジを活用した無人店舗「NewDays 武蔵境 nonowa口」が開店[報道 8]。
- 2022年（令和4年）2月2日：JR東日本の中央改札口前に駅ナカシェアオフィス「STATION WORK」のテレワークブース「STATION BOOTH」が開設[報道 9]。
- 2023年（令和5年）
  - 8月31日：みどりの窓口の営業を終了[11]。
  - 9月1日：話せる指定席券売機を導入[11]。

## 駅構造

### JR東日本
八王子支社管轄。相対式ホーム2面2線を有する高架駅。高架化工事完成前に北口と南口の2か所にあった改札口は、2012年に南北自由通路に面する一か所に統合された。また、2013年5月9日には、商業施設「nonowa武蔵境」（現「nonowa武蔵境WEST」）の開業に先立ち、駅西側にSuica等のICカード専用の改札口である「nonowa口」が新設された。2019年7月30日には、「nonowa口」において、NewDaysでは初めてセルフレジを活用した無人店舗「NewDays 武蔵境 nonowa口」が開店した。なお、「nonowa口」には券売機はなく、SuicaなどのICカードに1,000円札のみでチャージが可能な簡易チャージ機が入場側・出場側両方に設置されている。
JR中央線コミュニティデザインが駅業務を受託する立川統括センター管理の業務委託駅。自動券売機、多機能券売機、指定席券売機、話せる指定席券売機が設置されている。
夜間2本設定される三鷹行きを除き、停車する電車は全て快速電車である。通勤快速や中央特快・青梅特快・通勤特快は停車しない。
JR中央線は、2020年代前半（2021年度以降の向こう5年以内）をめどに2階建てグリーン車を2両連結させ12両編成運転を行う。そのため快速電車が停車する1・2番線は、ホームの12両編成対応改築工事などが実施され、2024年10月12日までに12両編成対応のホームの延伸を完了し、翌日10月13日より快速電車における12両編成の運転が開始された。

#### のりば
| 番線 | 路線   | 方向 | 行先                   |
| ---- | ------ | ---- | ---------------------- |
| 1    | 中央線 | 上り | 吉祥寺・新宿・東京方面 |
| 2    | 中央線 | 下り | 立川・八王子・高尾方面 |

（出典：JR東日本:駅構内図）

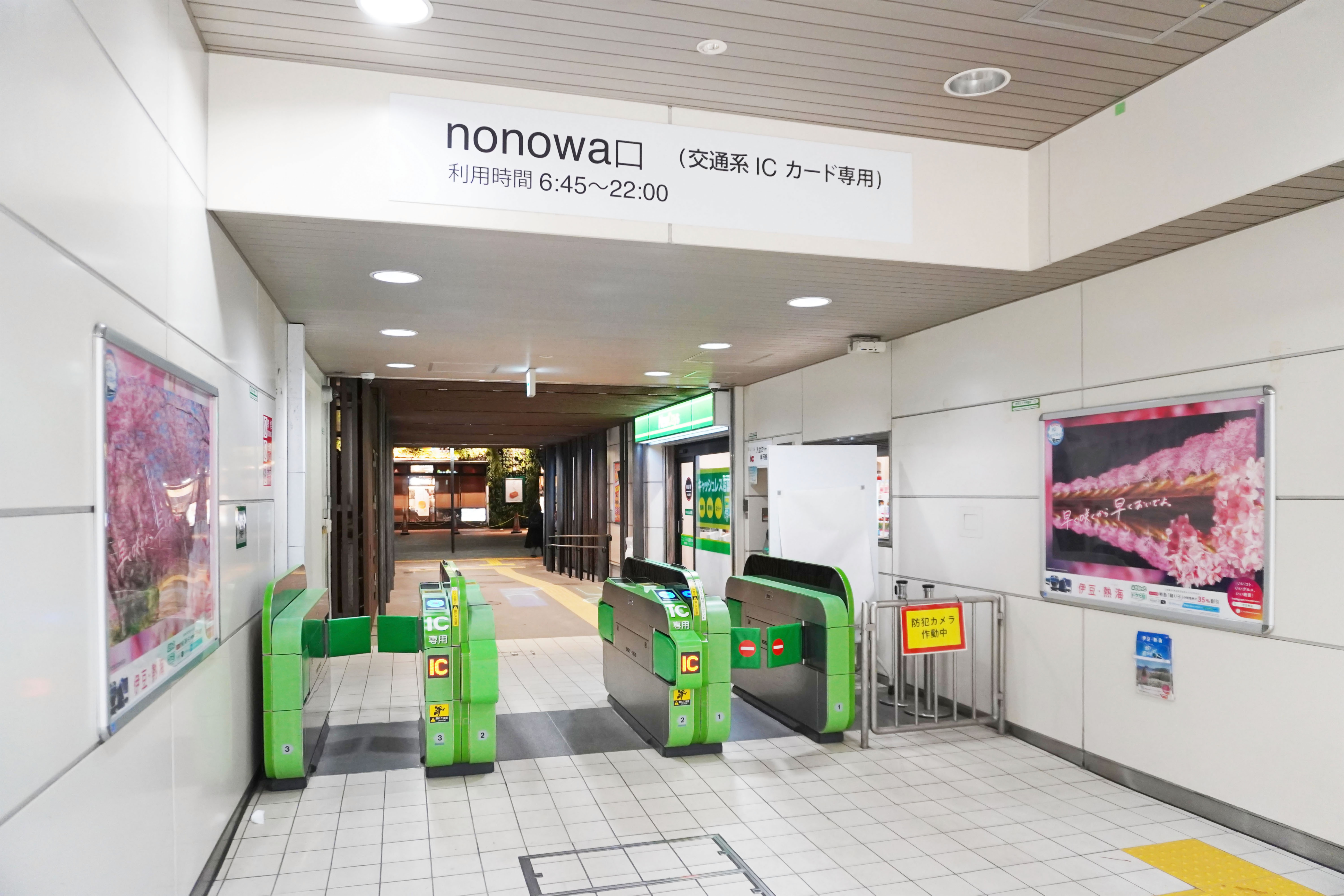
nonowa口改札（2024年1月）
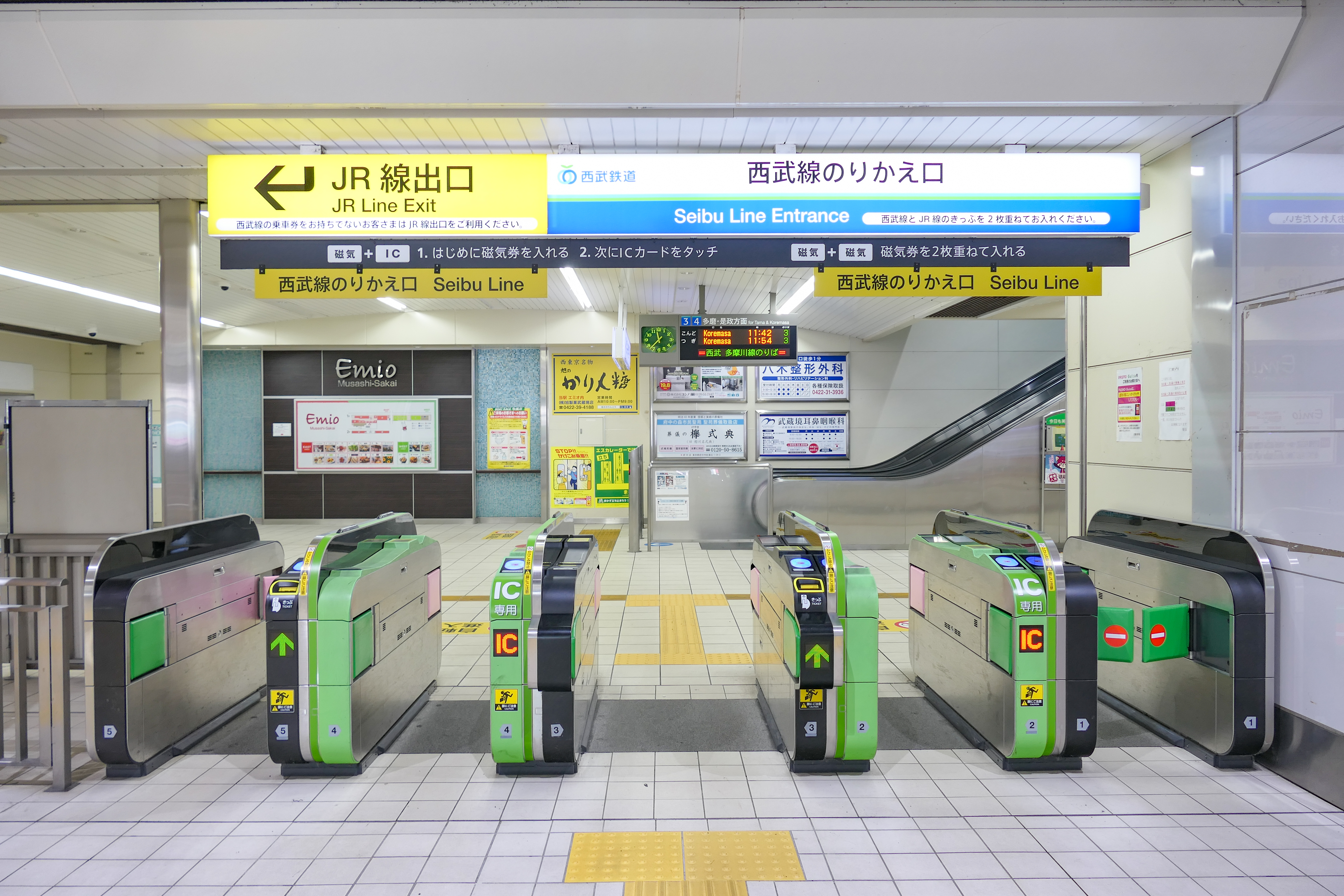
西武線のりかえ口改札（2022年6月）
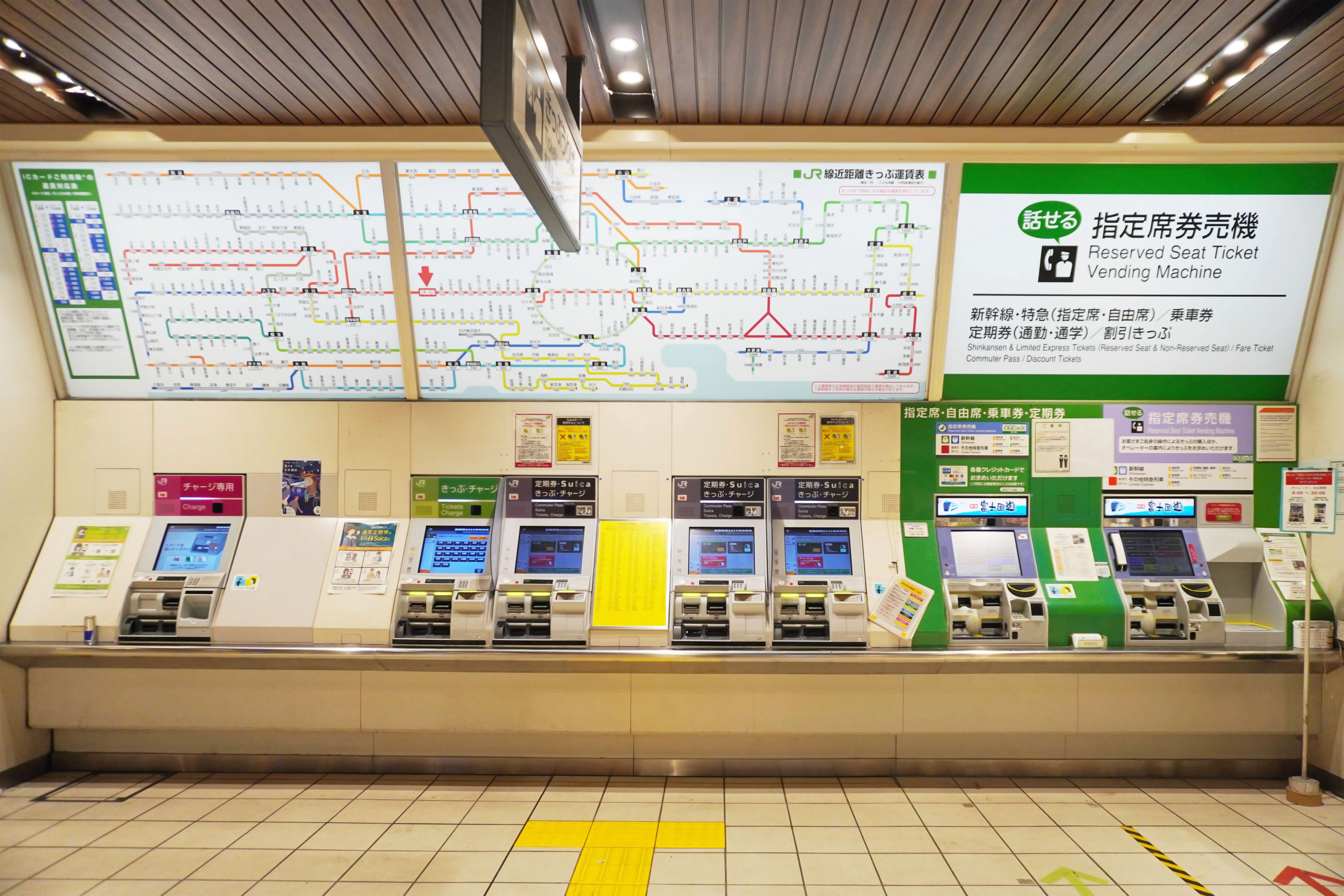
切符売り場（2024年1月）
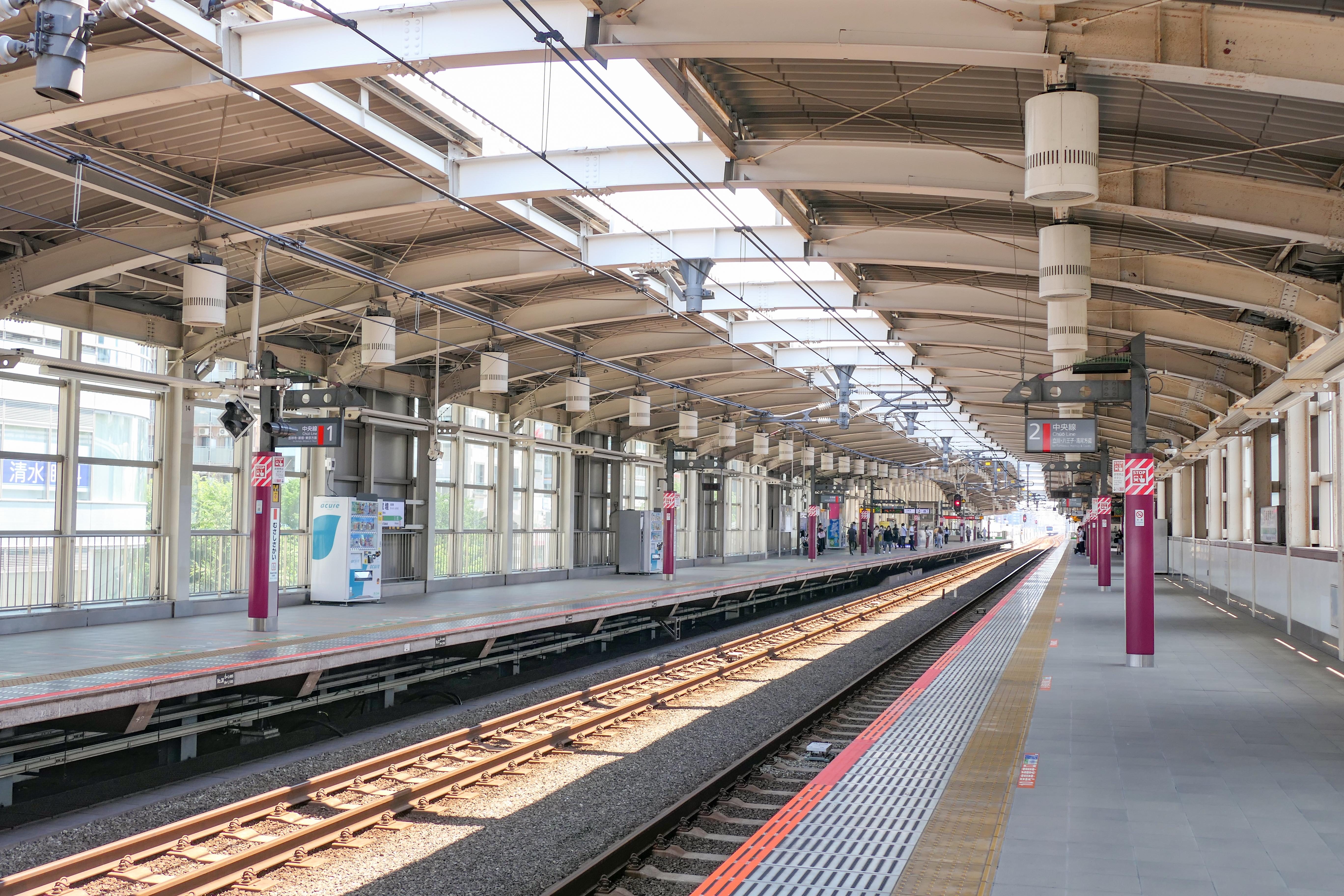
ホーム（2022年6月）

### 西武鉄道
島式ホーム1面2線を有する高架駅。ホーム番号はJRと共用していた頃からの名残でJRと通し番号になっている。
改札口は1か所。仮設駅舎時代は2007年3月18日から導入されたPASMOに対応するため、改札通路に読み取り機が設置されていたが、2008年3月29日に多摩川線の駅では初めて自動改札機が設置された。

#### のりば
| ホーム | 路線     | 行先     |
| ------ | -------- | -------- |
| 3・4   | 多摩川線 | 是政方面 |

（出典：西武鉄道:駅構内図）
通常は3番ホームを使用しているが、一部の電車は4番ホームに発着する。

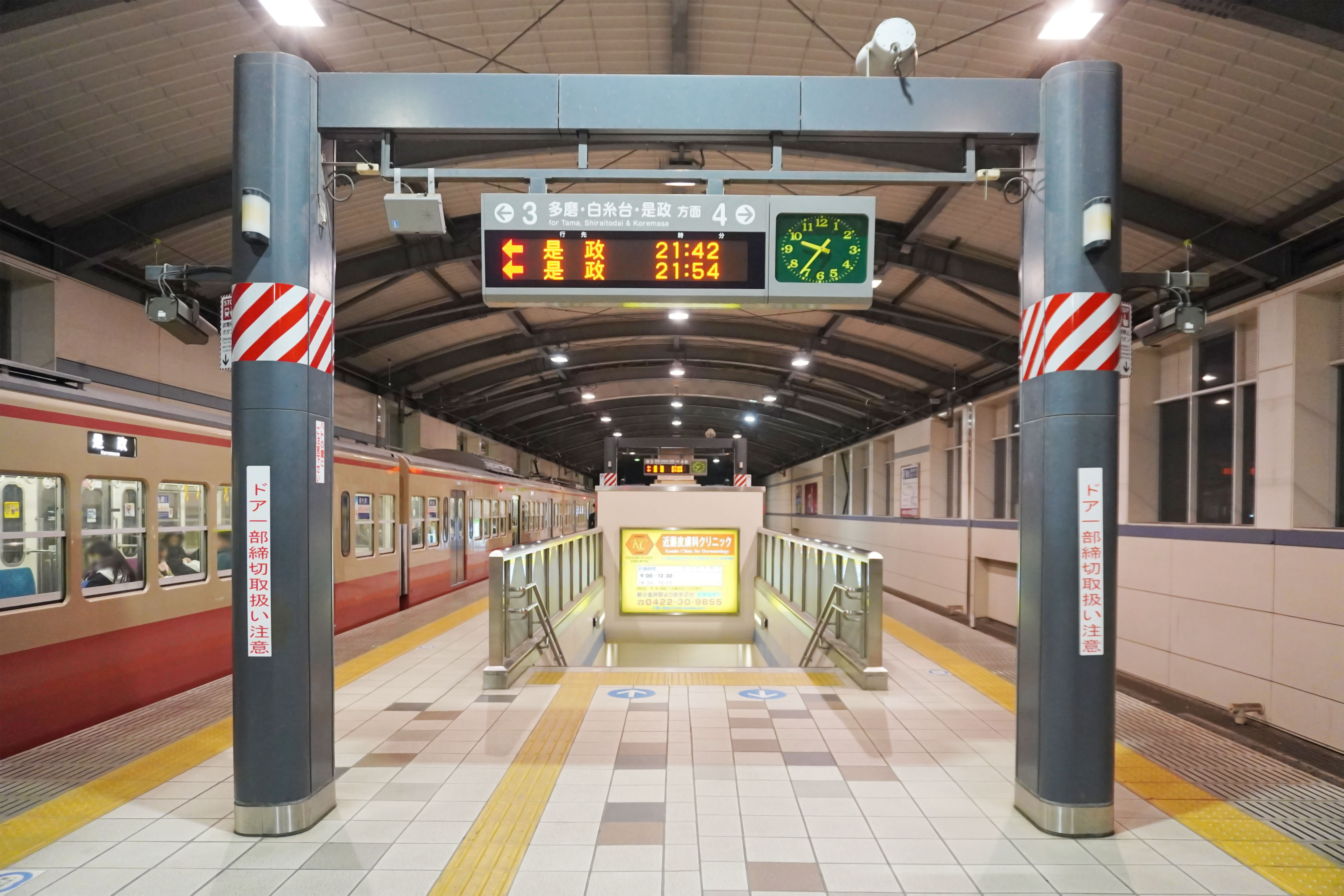
ホーム（2024年1月）

### 高架化工事
2003年より2009年にかけて、高架化工事が実施された。
工事開始前の時点では、1番線が単式ホーム、2・3番線が島式ホームの計2面3線の地上駅で、橋上駅舎を有していた。工事前は共同使用駅でJR東日本の管轄駅であり、改札内を共用していた。当時は1番線が中央線東京方面、2番線が中央線高尾方面、3番線が西武多摩川線という割り当てになっていた。なお、2・3番線ホームにJR・西武線を分ける中間改札や柵などはなく、そのまま乗換が可能だった。また、西武多摩川線ホームの駅名標もJR東日本仕様でラインカラーが山吹色というデザインだった。
また、JRと西武鉄道の線路は東小金井側でつながっており、西武多摩川線車両の検査入場時および転配時はJR線を経由し機関車牽引で甲種輸送されていた（それ以前には旧型国電との併結だった）。このほか、1・2番線の間にホームに接しない待避線が1本あり、西武側には側線があった。その跡は現在だと広場や建物がある。
工事開始に伴い改札口は分離され、西武側に新たに駅舎が建設された。この時点では仮設の駅舎だったため、西武の駅には自動改札機は設置されなかった。また、1番線ホームにはバスターミナル付近に抜けられる臨時改札口が設置されていたが、ホーム移設時に廃止された。
2006年11月30日から2007年6月30日までの間はJR改札口 - 南口間の経路が変更され、階段とエレベーターを上って高架部分の上を跨ぎ、そこから階段・エスカレーター・エレベーターを下りる経路となった。そのため、JR - 西武の乗り換えには約4分程度かかっていた。
2006年12月8日より、西武鉄道のホームが高架に切り替えられた。切り替え直後は新設された4番ホームのみの1面1線で暫定開業で、新たにエレベーターや発車標が設置された。2008年7月19日には3番ホームも高架化され1面2線の島式ホームが完成し、中央線との渡り線も設置された。
2007年6月30日から7月1日にかけて、JRの下り線が高架に切り替えられた。この切り替えにより、仮設の南口改札が設置され、高架下通路と上り線地平ホームの連絡路も設置された。南口・西武改札 - JR構内の移動における高架またぎは解消され、2番線からは階段などを一度下りるのみで、1番線からは上下移動をほとんど要さずに南口に出られるようになった。なお、従来の経路は南口 - 北口間の自由通路として残された。
2008年9月7日にはJRと西武との連絡改札口が設置された。JR側・西武側ともに乗り継ぎの精算機は設置されず、利用できるのはPASMO・Suica等や連絡乗車券など両社に有効な乗車券類をすでに所持する旅客に限られる。ただし、有人窓口は設置されていないので、非磁気券（硬券や軟券、手書き発券した乗車券、列車内で車掌が発券した補充券など）は連絡改札を利用できず、一度改札外に出て乗り換えとなる。また、輸送障害等でどちらかの駅で入場制限が発生した場合にも連絡改札口が閉鎖される。
2009年12月6日、最後まで残っていた上り線も高架に切り替えられ、高架化が完了した。JR駅構内は2面2線に縮小され、隣接する東小金井駅の2面3線化が事実上の代替となった。
2012年3月25日、JRの上り線ホームのエスカレーター・エレベーターが設置され、JR改札口が一元化された。
2013年5月29日には、この事業に伴い生まれた高架下空間を活用し、商業施設「nonowa（ののわ）武蔵境」（現「nonowa武蔵境WEST」）が開業した。JR東日本グループの株式会社JR中央ラインモールが運営を行っている。2014年には、当駅西側高架下を活用し、「ののみち サカイ西」として、同年4月より順次店舗や施設の開業が行われ、同年11月1日には東小金井駅周辺の高架下で「ののみちヒガコ東・西」のまちびらきが行われ、当駅 - 東小金井駅間の高架下空間が一体となった。その後、2016年6月10日には、東側高架下を活用し、商業施設「nonowa武蔵境EAST」が開業した。

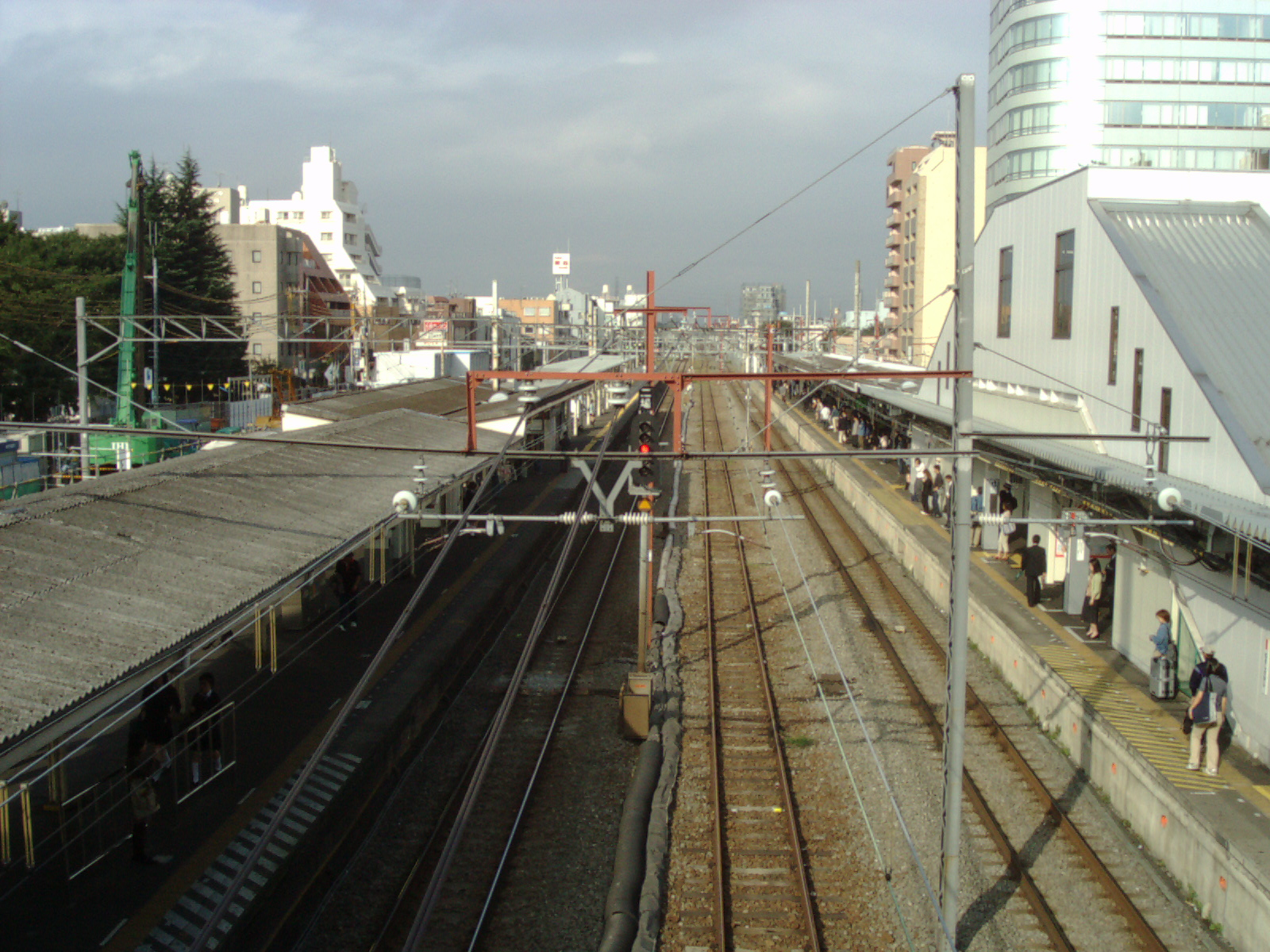
高架化工事前の駅構内
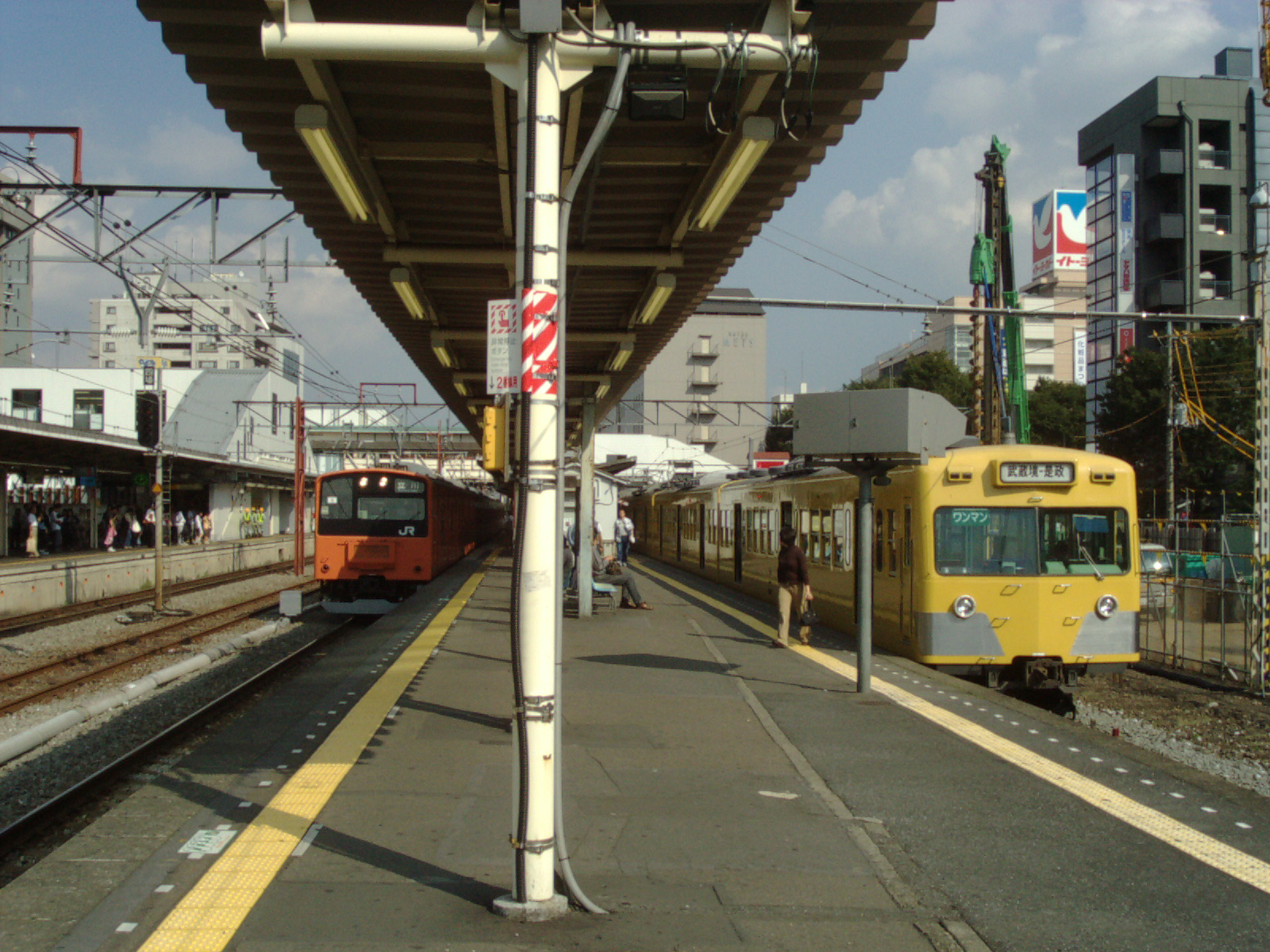
旧2・3番線ホームを見る
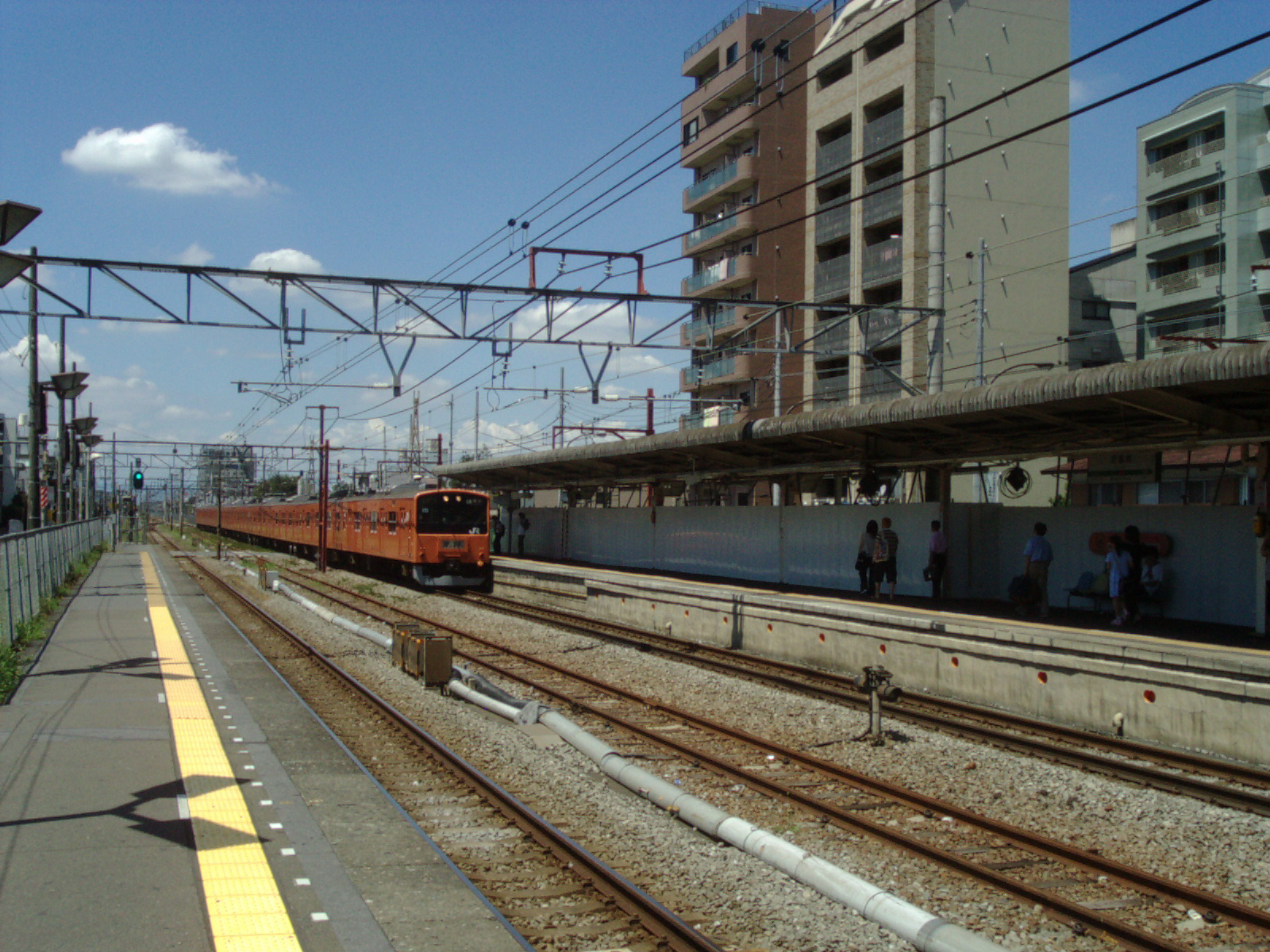
旧2番線ホームから旧1番線ホームを見る
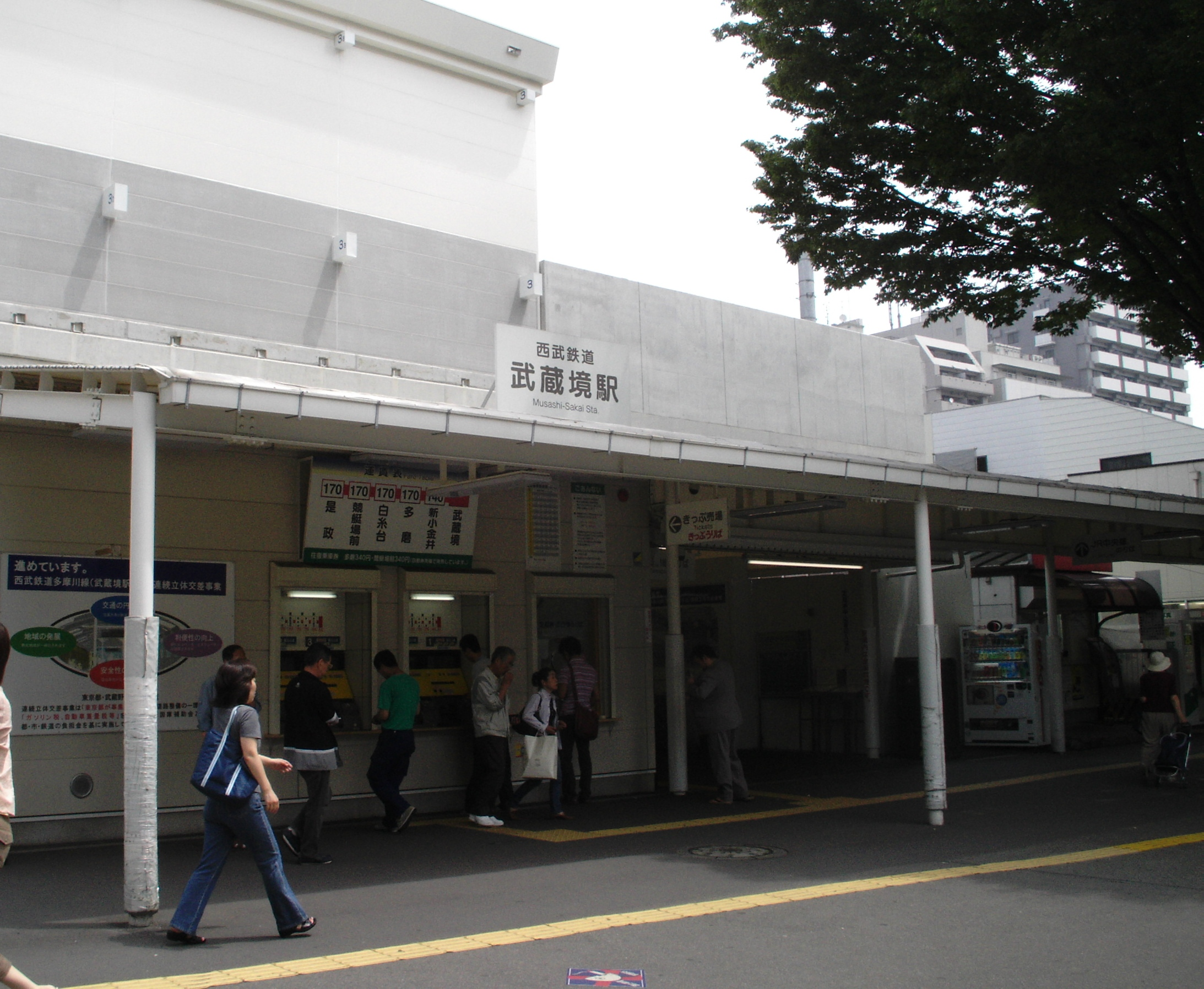
2008年3月28日までの多摩川線改札口
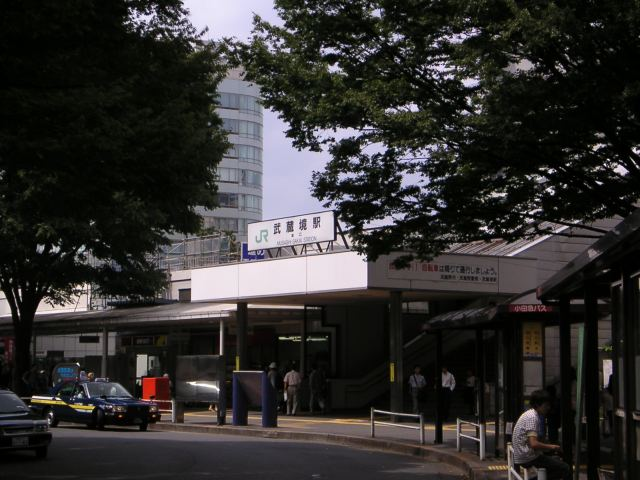
旧南口

## 貨物取扱

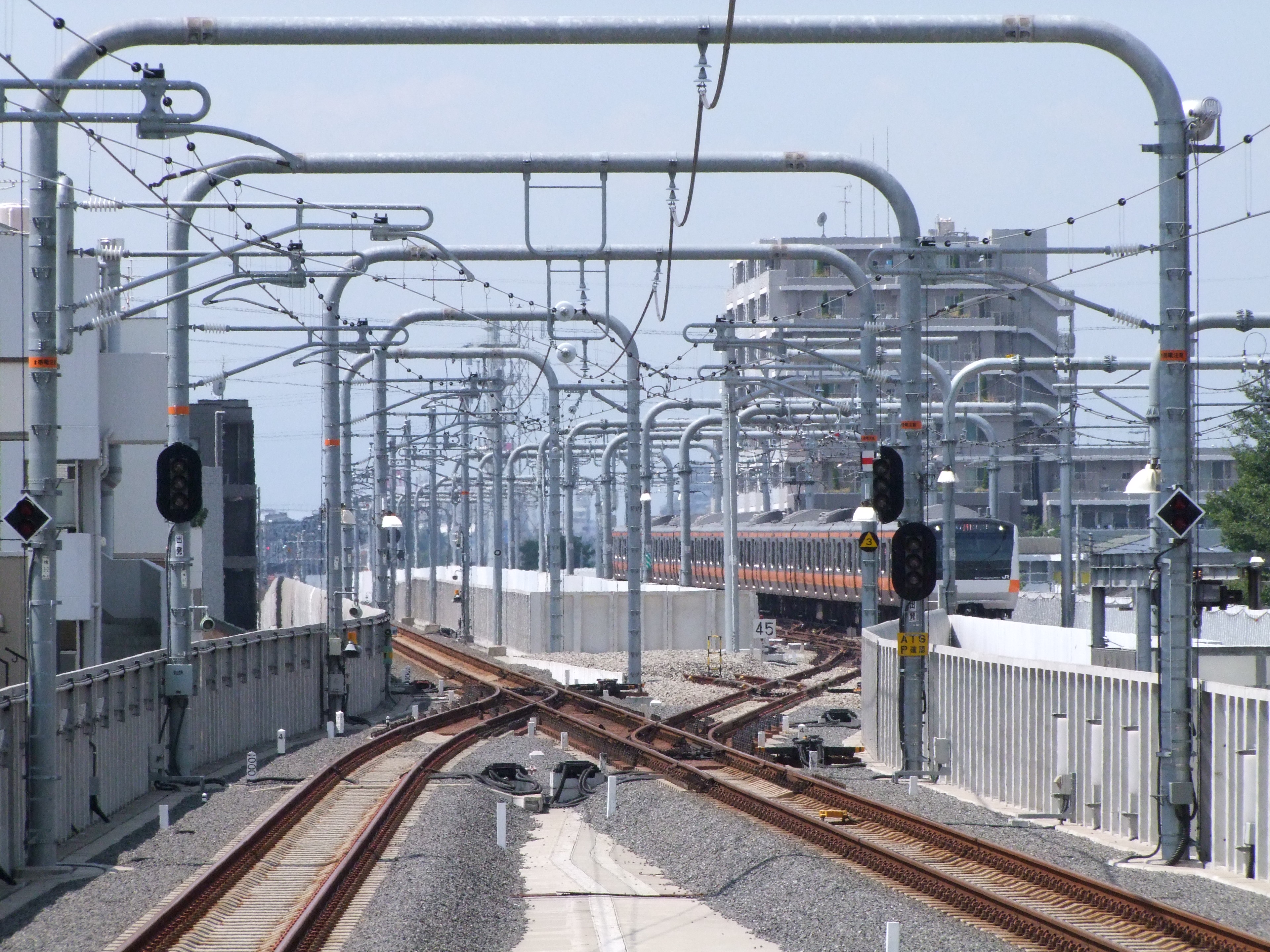
西武武蔵境駅の配線。
右下の3番線から右手に分岐する西武 - JRの連絡線を介して甲種車両輸送の搬入・搬出を行う。
（2010年9月1日）

当駅における貨物取扱は臨時車扱貨物のみで、定期貨物列車の発着はない。臨時車扱貨物は甲種車両輸送列車がまれに運行されるのみである（路線記事を参照）。

## 利用状況
- JR東日本 - 2023年度（令和5年度）の1日平均乗車人員は61,426人である[JR 1]。
JR東日本管内の駅の中では原宿駅に次いで第65位。
- 西武鉄道 - 2024年度（令和6年度）の1日平均乗降人員は29,002人である[西武 1]。
西武鉄道の中では全92駅中32位。多摩川線内全6駅の中では最も多い。

### 年度別1日平均乗降人員
各年度の1日平均乗降人員は下表の通り。
| 年度               | 西武鉄道         | 西武鉄道 |
| 年度               | 1日平均 乗降人員 | 増加率   |
| ------------------ | ---------------- | -------- |
| 1997年（平成09年） | 22,731           |          |
| 1998年（平成10年） | 22,225           | −2.2%    |
| 1999年（平成11年） | 21,541           | −3.1%    |
| 2000年（平成12年） | 22,719           | 5.5%     |
| 2001年（平成13年） | 24,862           | 9.4%     |
| 2002年（平成14年） | 24,765           | −0.4%    |
| 2003年（平成15年） | 24,841           | 0.3%     |
| 2004年（平成16年） | 25,927           | 4.4%     |
| 2005年（平成17年） | 26,679           | 2.9%     |
| 2006年（平成18年） | 26,344           | −1.3%    |
| 2007年（平成19年） | 26,359           | 0.1%     |
| 2008年（平成20年） | 27,480           | 4.3%     |
| 2009年（平成21年） | 28,289           | 2.9%     |
| 2010年（平成22年） | 28,142           | −0.5%    |
| 2011年（平成23年） | 27,390           | −2.7%    |
| 2012年（平成24年） | 28,281           | 3.3%     |
| 2013年（平成25年） | 29,194           | 3.2%     |
| 2014年（平成26年） | 29,303           | 0.4%     |
| 2015年（平成27年） | 30,127           | 2.8%     |
| 2016年（平成28年） | 30,216           | 0.3%     |
| 2017年（平成29年） | 30,493           | 0.9%     |
| 2018年（平成30年） | 30,931           | 1.4%     |
| 2019年（令和元年） | 30,854           | −0.2%    |
| 2020年（令和02年） | 21,292           | −31.0%   |
| 2021年（令和03年） | 24,123           | 13.3%    |
| 2022年（令和04年） | 26,681           | 10.6%    |
| 2023年（令和05年） | 27,982           | 4.9%     |
| 2024年（令和06年） | 29,002           | 3.6%     |

### 年度別1日平均乗車人員（1880年代 - 1930年代）
各年度の1日平均乗車人員は下表の通り。
| 年度               | 甲武鉄道 / 国鉄 | 多摩鉄道 / 西武鉄道 | 出典              |
| ------------------ | --------------- | ------------------- | ----------------- |
| 1889年（明治22年） | [ 備考 1 ]      | 未 開 業            |                   |
| 1893年（明治26年） | 90              | 未 開 業            | [ 東京府統計 1 ]  |
| 1895年（明治28年） | 109             | 未 開 業            | [ 東京府統計 2 ]  |
| 1896年（明治29年） | 146             | 未 開 業            | [ 東京府統計 3 ]  |
| 1897年（明治30年） | 171             | 未 開 業            | [ 東京府統計 4 ]  |
| 1898年（明治31年） | 188             | 未 開 業            | [ 東京府統計 5 ]  |
| 1899年（明治32年） | 172             | 未 開 業            | [ 東京府統計 6 ]  |
| 1900年（明治33年） | 195             | 未 開 業            | [ 東京府統計 7 ]  |
| 1901年（明治34年） | 200             | 未 開 業            | [ 東京府統計 8 ]  |
| 1902年（明治35年） | 192             | 未 開 業            | [ 東京府統計 9 ]  |
| 1903年（明治36年） | 184             | 未 開 業            | [ 東京府統計 10 ] |
| 1904年（明治37年） | 180             | 未 開 業            | [ 東京府統計 11 ] |
| 1905年（明治38年） | 216             | 未 開 業            | [ 東京府統計 12 ] |
| 1907年（明治40年） | 240             | 未 開 業            | [ 東京府統計 13 ] |
| 1908年（明治41年） | 215             | 未 開 業            | [ 東京府統計 14 ] |
| 1909年（明治42年） | 216             | 未 開 業            | [ 東京府統計 15 ] |
| 1911年（明治44年） | 234             | 未 開 業            | [ 東京府統計 16 ] |
| 1912年（大正元年） | 260             | 未 開 業            | [ 東京府統計 17 ] |
| 1913年（大正02年） | 230             | 未 開 業            | [ 東京府統計 18 ] |
| 1914年（大正03年） | 222             | 未 開 業            | [ 東京府統計 19 ] |
| 1915年（大正04年） | 208             | 未 開 業            | [ 東京府統計 20 ] |
| 1916年（大正05年） | 225             | 未 開 業            | [ 東京府統計 21 ] |
| 1917年（大正06年） |                 | [ 備考 2 ]          |                   |
| 1919年（大正08年） | 375             |                     | [ 東京府統計 22 ] |
| 1920年（大正09年） | 440             | 29                  | [ 東京府統計 23 ] |
| 1922年（大正11年） | 1,498           | 30                  | [ 東京府統計 24 ] |
| 1923年（大正12年） | 586             | 19                  | [ 東京府統計 25 ] |
| 1924年（大正13年） | 763             |                     | [ 東京府統計 26 ] |
| 1925年（大正14年） | 847             | 24                  | [ 東京府統計 27 ] |
| 1926年（昭和元年） | 905             | 18                  | [ 東京府統計 28 ] |
| 1927年（昭和02年） | 1,033           | 29                  | [ 東京府統計 29 ] |
| 1928年（昭和03年） | 1,167           | 21                  | [ 東京府統計 30 ] |
| 1929年（昭和04年） | 1,488           | 77                  | [ 東京府統計 31 ] |
| 1930年（昭和05年） | 1,428           | 86                  | [ 東京府統計 32 ] |
| 1931年（昭和06年） | 1,377           | 238                 | [ 東京府統計 33 ] |
| 1932年（昭和07年） | 1,378           | 105                 | [ 東京府統計 34 ] |
| 1933年（昭和08年） | 1,360           | 287                 | [ 東京府統計 35 ] |
| 1934年（昭和09年） | 1,412           | 299                 | [ 東京府統計 36 ] |
| 1935年（昭和10年） | 1,457           | 323                 | [ 東京府統計 37 ] |

### 年度別1日平均乗車人員（1953年 - 2000年）
| 年度               | 国鉄 / JR東日本 | 西武鉄道 | 出典              |
| ------------------ | --------------- | -------- | ----------------- |
| 1953年（昭和28年） | 13,943          |          | [ 東京都統計 1 ]  |
| 1954年（昭和29年） | 15,732          |          | [ 東京都統計 2 ]  |
| 1955年（昭和30年） | 15,617          |          | [ 東京都統計 3 ]  |
| 1956年（昭和31年） | 17,455          | 3,859    | [ 東京都統計 4 ]  |
| 1957年（昭和32年） | 19,423          | 4,109    | [ 東京都統計 5 ]  |
| 1958年（昭和33年） | 21,934          | 4,827    | [ 東京都統計 6 ]  |
| 1959年（昭和34年） | 26,218          | 5,340    | [ 東京都統計 7 ]  |
| 1960年（昭和35年） | 28,577          | 6,063    | [ 東京都統計 8 ]  |
| 1961年（昭和36年） | 29,778          | 6,985    | [ 東京都統計 9 ]  |
| 1962年（昭和37年） | 32,094          | 7,963    | [ 東京都統計 10 ] |
| 1963年（昭和38年） | 35,572          | 9,275    | [ 東京都統計 11 ] |
| 1964年（昭和39年） | 37,466          | 9,225    | [ 東京都統計 12 ] |
| 1965年（昭和40年） | 38,594          | 8,593    | [ 東京都統計 13 ] |
| 1966年（昭和41年） | 40,985          | 8,540    | [ 東京都統計 14 ] |
| 1967年（昭和42年） | 41,814          | 8,780    | [ 東京都統計 15 ] |
| 1968年（昭和43年） | 41,832          | 8,868    | [ 東京都統計 16 ] |
| 1969年（昭和44年） | 40,554          | 8,168    | [ 東京都統計 17 ] |
| 1970年（昭和45年） | 40,373          | 7,989    | [ 東京都統計 18 ] |
| 1971年（昭和46年） | 47,899          | 8,139    | [ 東京都統計 19 ] |
| 1972年（昭和47年） | 48,622          | 8,260    | [ 東京都統計 20 ] |
| 1973年（昭和48年） | 49,553          | 8,542    | [ 東京都統計 21 ] |
| 1974年（昭和49年） | 51,386          | 8,896    | [ 東京都統計 22 ] |
| 1975年（昭和50年） | 51,186          | 8,954    | [ 東京都統計 23 ] |
| 1976年（昭和51年） | 52,899          | 9,238    | [ 東京都統計 24 ] |
| 1977年（昭和52年） | 51,252          | 9,277    | [ 東京都統計 25 ] |
| 1978年（昭和53年） | 52,016          | 9,433    | [ 東京都統計 26 ] |
| 1979年（昭和54年） | 57,213          | 9,811    | [ 東京都統計 27 ] |
| 1980年（昭和55年） | 54,424          | 9,899    | [ 東京都統計 28 ] |
| 1981年（昭和56年） | 54,888          | 9,540    | [ 東京都統計 29 ] |
| 1982年（昭和57年） | 53,249          | 9,627    | [ 東京都統計 30 ] |
| 1983年（昭和58年） | 52,380          | 9,497    | [ 東京都統計 31 ] |
| 1984年（昭和59年） | 53,205          | 9,644    | [ 東京都統計 32 ] |
| 1985年（昭和60年） | 54,184          | 9,690    | [ 東京都統計 33 ] |
| 1986年（昭和61年） | 54,329          | 9,975    | [ 東京都統計 34 ] |
| 1987年（昭和62年） | 51,443          | 10,014   | [ 東京都統計 35 ] |
| 1988年（昭和63年） | 51,340          | 10,173   | [ 東京都統計 36 ] |
| 1989年（平成元年） | 52,997          | 10,318   | [ 東京都統計 37 ] |
| 1990年（平成02年） | 55,241          | 10,619   | [ 東京都統計 38 ] |
| 1991年（平成03年） | 56,484          | 10,981   | [ 東京都統計 39 ] |
| 1992年（平成04年） | 57,342          | 11,197   | [ 東京都統計 40 ] |
| 1993年（平成05年） | 58,011          | 11,208   | [ 東京都統計 41 ] |
| 1994年（平成06年） | 57,271          | 11,137   | [ 東京都統計 42 ] |
| 1995年（平成07年） | 56,951          | 10,869   | [ 東京都統計 43 ] |
| 1996年（平成08年） | 57,066          | 10,649   | [ 東京都統計 44 ] |
| 1997年（平成09年） | 56,338          | 10,518   | [ 東京都統計 45 ] |
| 1998年（平成10年） | 55,819          | 10,279   | [ 東京都統計 46 ] |
| 1999年（平成11年） | 55,687          | 9,943    | [ 東京都統計 47 ] |
| 2000年（平成12年） | 57,035          | 10,501   | [ 東京都統計 48 ] |

### 年度別1日平均乗車人員（2001年以降）
| 年度               | JR東日本 | 西武鉄道 | 出典              |
| ------------------ | -------- | -------- | ----------------- |
| 2001年（平成13年） | 58,543   | 11,507   | [ 東京都統計 49 ] |
| 2002年（平成14年） | 59,015   | 11,488   | [ 東京都統計 50 ] |
| 2003年（平成15年） | 58,717   | 11,557   | [ 東京都統計 51 ] |
| 2004年（平成16年） | 59,395   | 12,512   | [ 東京都統計 52 ] |
| 2005年（平成17年） | 60,084   | 13,286   | [ 東京都統計 53 ] |
| 2006年（平成18年） | 60,200   | 13,134   | [ 東京都統計 54 ] |
| 2007年（平成19年） | 60,826   | 13,104   | [ 東京都統計 55 ] |
| 2008年（平成20年） | 61,297   | 13,660   | [ 東京都統計 56 ] |
| 2009年（平成21年） | 61,670   | 14,066   | [ 東京都統計 57 ] |
| 2010年（平成22年） | 61,666   | 14,011   | [ 東京都統計 58 ] |
| 2011年（平成23年） | 61,021   | 13,667   | [ 東京都統計 59 ] |
| 2012年（平成24年） | 62,706   | 14,075   | [ 東京都統計 60 ] |
| 2013年（平成25年） | 65,331   | 14,527   | [ 東京都統計 61 ] |
| 2014年（平成26年） | 65,384   | 14,575   | [ 東京都統計 62 ] |
| 2015年（平成27年） | 66,772   | 15,027   | [ 東京都統計 63 ] |
| 2016年（平成28年） | 67,667   | 15,041   | [ 東京都統計 64 ] |
| 2017年（平成29年） | 68,423   | 15,195   | [ 東京都統計 65 ] |
| 2018年（平成30年） | 68,985   | 15,416   | [ 東京都統計 66 ] |
| 2019年（令和元年） | 68,907   | 15,380   | [ 東京都統計 67 ] |
| 2020年（令和02年） | 47,597   |          |                   |
| 2021年（令和03年） | 51,755   |          |                   |
| 2022年（令和04年） | 58,246   |          |                   |
| 2023年（令和05年） | 61,426   |          |                   |

備考
1. ↑  1889年4月11日開業。
2. ↑  1917年10月22日開業。

## 駅周辺

### 北口
- 武蔵境駅北口広場
- 複合施設「QuOLa（クオラ）」：武蔵野市役所 武蔵境市政センターなど[16]
- 武蔵野市民会館
- 複合施設「スイングビル」：武蔵野スイングホールなど
- 武蔵野消防署境出張所
- 東京都水道局境浄水場
- 学校給食桜堤共同調理場
- 武蔵野境郵便局
- 武蔵境自動車教習所
- 亜細亜大学
- 東京都立武蔵高等学校・附属中学校
- 武蔵野市立第二小学校
- 武蔵野市立桜野小学校
- 武蔵野市立第二中学校
- 武蔵野市立第五中学校
- 武蔵野市立第六中学校
- サンヴァリエ桜堤
- 天誠会武蔵境病院
- 飯田産業本社
- すきっぷ通り商店街
- いなげや武蔵野関前店
- いなげや武蔵野桜堤店
- エコスTAIRAYA 武蔵境店

### 南口
- ひと・まち・情報 創造館 武蔵野プレイス
- 武蔵野市境南コミュニティセンター
- 杵築大社
- 武蔵野境南郵便局
- 日本獣医生命科学大学
- 東京神学大学
- 国際基督教大学
- ルーテル学院大学
- 武蔵野赤十字病院
  - 日本赤十字看護大学 武蔵野キャンパス
  - 東京都西赤十字血液センター 武蔵野出張所
- 聖徳学園
  - 聖徳学園中学校・高等学校
- 武蔵野市立境南小学校
- イトーヨーカドー武蔵境店 - 東館と西館があり、建物はそれぞれ独立している。
- JR東日本ホテルメッツ武蔵境 - 事前予約をすることで、駅ナカシェアオフィス「STATION WORK」が利用可能[報道 13]。
- 三菱UFJ銀行 武蔵境支店
- 境南協栄会商店街
- 一番街通り商店街
- 武蔵野プレイス
  - 境南ふれあい広場公園

### nonowa口

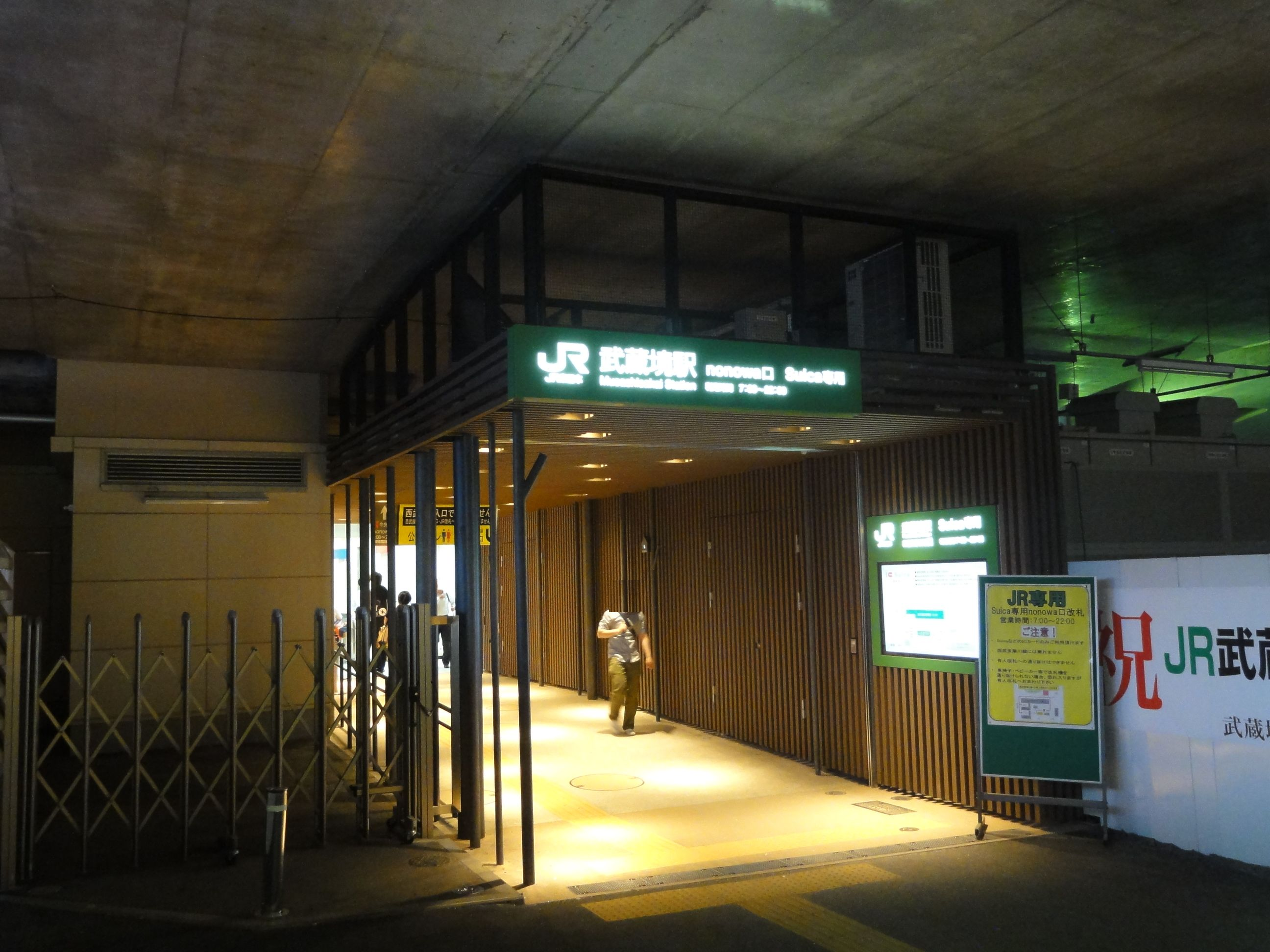
nonowa口

2013年5月9日開設。7時から22時までのSuica専用改札口。高架下商業施設「nonowa武蔵境WEST」に接続する。
2014年4月以降には当駅西側高架下を活用し、「ののみち サカイ西」が開業した。その後、同年11月1日には東小金井駅周辺の高架下で「ののみちヒガコ東・西」のまちびらきが行われ、当駅 - 東小金井駅間の高架下空間が一体となった。
- クイーンズ伊勢丹
- Emio 武蔵境

## バス路線

### 北口
駅前の「武蔵境駅」「武蔵境駅北口」停留所に西武バス・関東バス・小田急バスの路線が乗り入れる。2015年8月16日より武蔵境駅バスロータリー改造に伴い、大幅にのりばが変更された。
| のりば | 運行事業者 | 系統・行先                                                           | 備考                                                                        |
| ------ | ---------- | -------------------------------------------------------------------- | --------------------------------------------------------------------------- |
| 0      | ムーバス   | - 5号線：境・東小金井線 / 境西循環 - 7号線：境・三鷹循環             |                                                                             |
| 1      | 西武バス   | 境03・境05・深夜：ひばりヶ丘駅                                       | - 「境05」は23時台のみ - 「深夜」は平日・土曜のみ                           |
| 2      | 西武バス   | - 境04・境07：ひばりヶ丘駅 - 深夜：文華女子中学高等学校 / 南沢五丁目 |                                                                             |
| 3      | 関東バス   | - 鷹30：三鷹駅 - 鷹30-1：武蔵野営業所                                | 23時以降は深夜バス扱い                                                      |
| 4      | 関東バス   | - 境16：花小金井駅南口 - 境17-1：武蔵野営業所                        | 「境17-1」は平日1本のみ                                                     |
| 5      | 関東バス   | 境12：向台町五丁目 境17：ヴィーガーデン西東京                        | 23時以降は深夜バス扱い                                                      |
| 6      | 小田急バス | 境21：桜堤上水端「hocco」/ 武蔵境駅北口（循環）                      | 循環便は平日朝3本のみ、亜細亜大学経由は1日朝1本のみ、23時以降は深夜バス扱い |

駅東側にはムーバス境・三鷹循環の「五宿」停留所もあり利用可能。

### 南口
駅前の「武蔵境駅南口」停留所に小田急バスと京王バスの路線が乗り入れる。
| のりば | 運行事業者 | 系統・行先                                                                                                 | 備考                                           |
| ------ | ---------- | --- | ---------------------------------------------- |
| 0      | ムーバス   | 3号線：境南東循環 / 境南西循環                                                                             |                                                |
| 1      | 京王バス   | - 境81・境96：武蔵小金井駅南口                                                                             | 「境81」は朝1本のみ、「境96」は日中2本のみ。   |
| 2      | 小田急バス | - 境92：武蔵境駅南口（循環） - 境93：国際基督教大学                                                        |                                                |
| 3      | 小田急バス | 境91：狛江駅北口 / 調布駅北口 / 狛江営業所                                                                 | 調布駅北口行は朝のみ、狛江営業所行は1日1本のみ |
| 4      | 小田急バス | - 鷹57：三鷹駅 / 武蔵境営業所 - 出入庫：武蔵境営業所 / 新小金井駅 - 吉01：吉祥寺駅 / 吉祥寺駅中央口 / 野崎 | 「出入庫」の新小金井駅行は5時台・6時台のみ     |

## 隣の駅
東日本旅客鉄道（JR東日本）
 中央線
■特別快速「ホリデー快速おくたま」・■通勤特快・■中央特快・■青梅特快・■通勤快速
通過
■快速（三鷹発着の「各駅停車」を含む）
三鷹駅 (JC 12) - 武蔵境駅 (JC 13) - 東小金井駅 (JC 14)
西武鉄道
 多摩川線
武蔵境駅 (SW01) - 新小金井駅 (SW02)